# Prodziekan
Prodziekan – zastępca dziekana, czyli kierownika wydziału szkoły wyższej. Z reguły zastępuje dziekana w konkretnych sprawach dotyczących wydziału stąd  przy tytule prodziekana znajduje się określenie np.:
- ds. studiów dziennych
- ds. studiów zaocznych
- ds. kształcenia lub dydaktycznych
- ds. studenckich
- ds. nauki
- ds. współpracy z zagranicą.

Na oficjalnych uroczystościach noszą takie same togi i nakrycia głowy jak dziekan, lecz z mniejszą liczbą ozdób.